# An Alligator Named Daisy
An Alligator Named Daisy è un film del 1955 di produzione britannica diretto da J. Lee Thompson.